# Åhaga

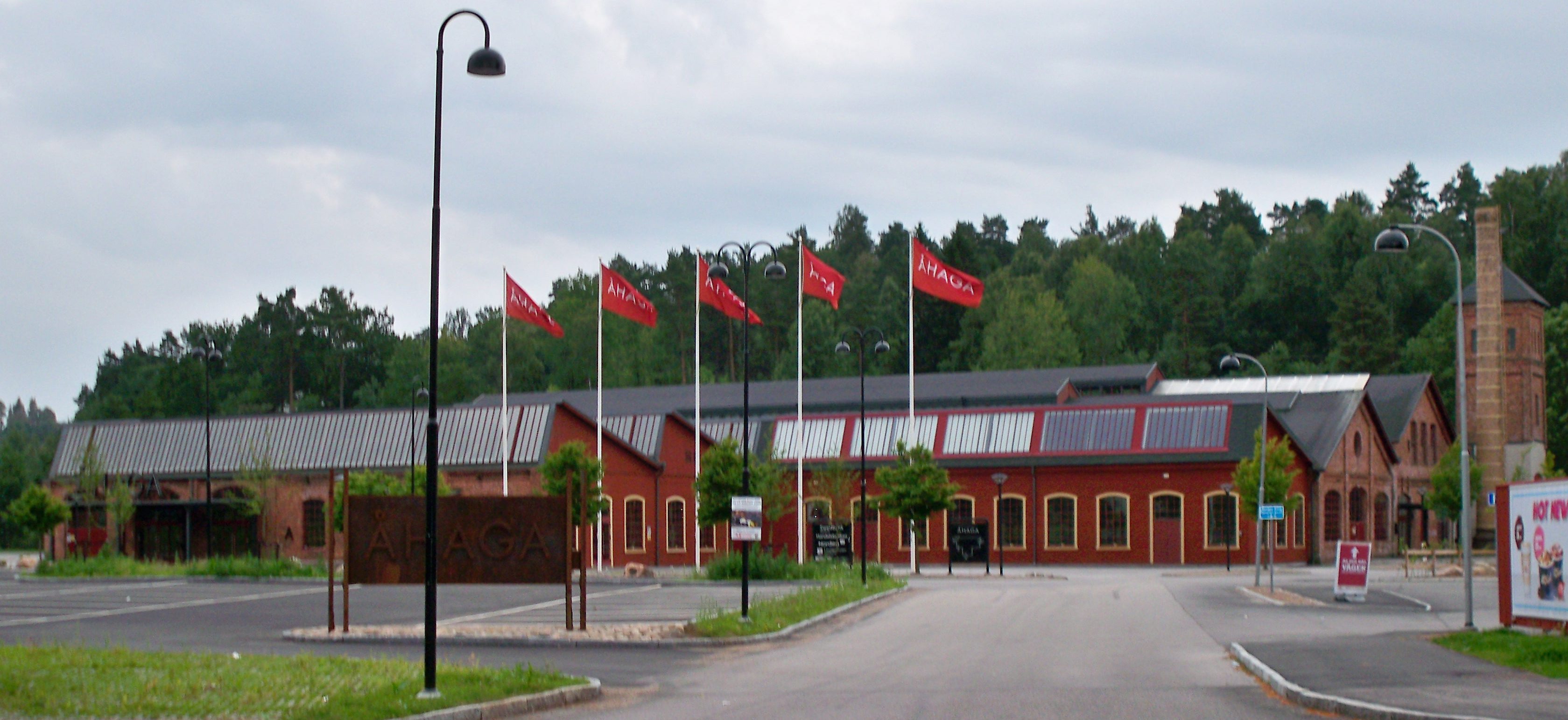
Åhaga.

Åhaga är en konsert- och mässhall på Trandögatan i Borås. 

## Historik
Den nuvarande verksamheten är inrymd i ett gammalt lokstall. Denna tegelbyggnad i ett plan anlades år 1884 av Kinds Härads Järnväg och är till ytan ganska stor. Den har shedtak som tillkom vid en tillbyggnad på 1920-talet och stora fönster längs låga väggar. En skorsten står ännu kvar och vittnar om en tid då Åhaga var verkstad för underhåll av en södergående järnväg och så småningom även för reparation av lok och vagnar. 1944 var 130 personer verksamma här men 1965 lades verksamheten ner. I över trettio år stod byggnaden tom och lämnad att förfalla. En medveten upprustning för nuvarande syften tog fart i början av 2000-talet och den 13 juni 2002 invigdes det nya Åhaga.

## Nuvarande verksamhet
Borås Symfoniorkester har Åhaga som sin hemmabas. Sedan 2002 har den genomfört fem konserter här varje spelår.

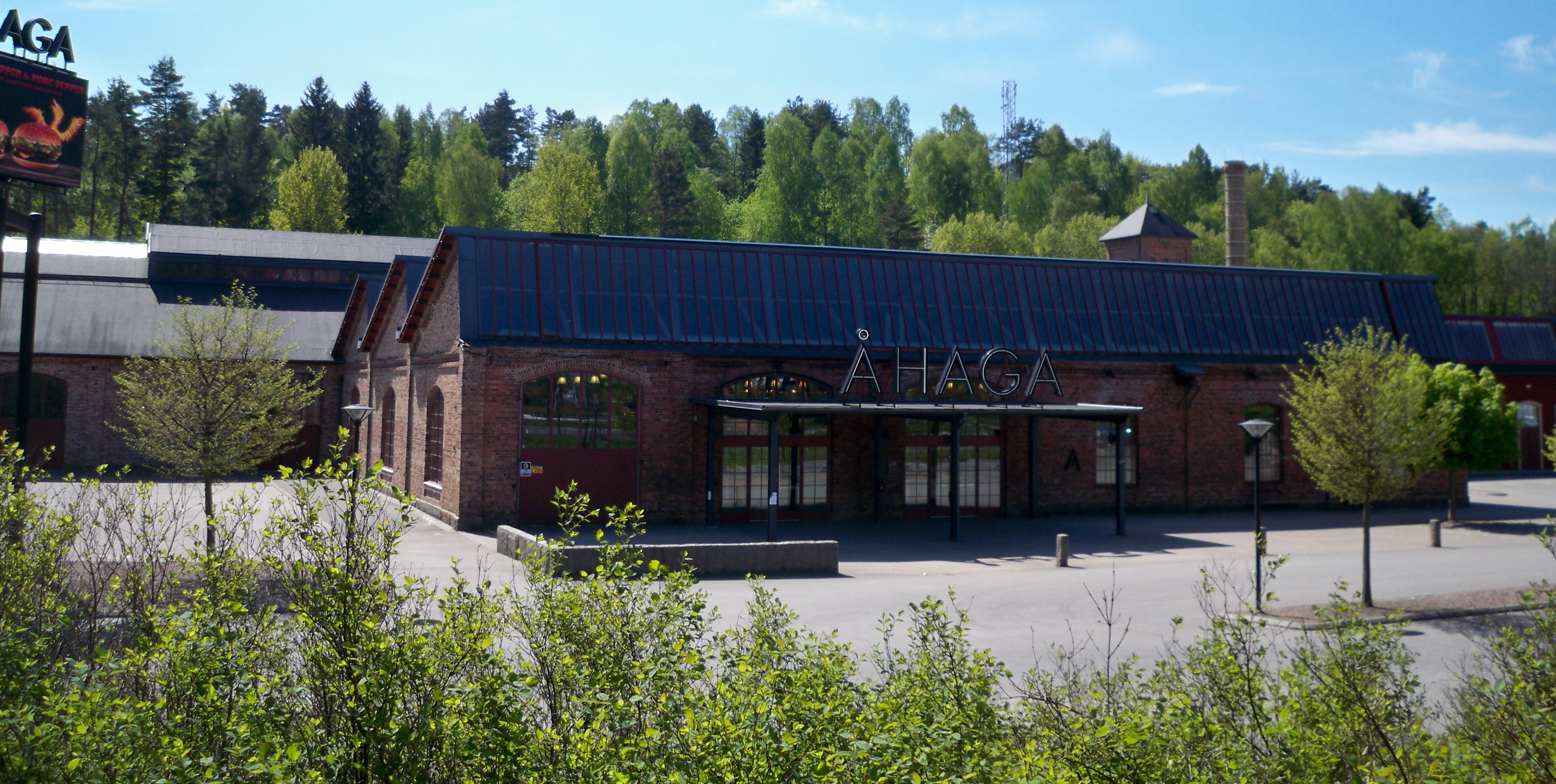